# Liste der Orte im Landkreis Heilbronn
Die Liste der Orte im Landkreis Heilbronn listet die geographisch getrennten Orte (Ortsteile, Stadtteile, Dörfer, Weiler, Höfe, Wohnplätze, Wüstungen) im Landkreis Heilbronn auf.

## Systematische Liste
Alphabet der Städte und Gemeinden mit den zugehörigen Orten.
- Abstatt mit Abstatt, dem Weiler Happenbach und den Wohnplätzen Vohenlohe und Schloss Wildeck.
- Bad Friedrichshall mit den Stadtteilen Bad Friedrichshall, Duttenberg, Plattenwald und Untergriesheim.
  - Zu Bad Friedrichshall die ehemaligen Gemeinden und heutigen Wohnplätze Hagenbach, Jagstfeld und Kochendorf.
  - Zu Duttenberg das Dorf Duttenberg und der Wohnplatz Heuchlingen. Die Wohnplätze Waldau und Hasenmühle, einst zu Hagenbach zählend, werden seit 1961 zu Kochendorf gerechnet.
  - Zu Plattenwald das Dorf Plattenwald.
  - Zu Untergriesheim das Dorf Untergriesheim.
- Bad Rappenau mit den Stadtteilen Babstadt, Bad Rappenau, Bonfeld, Fürfeld, Grombach, Heinsheim, Obergimpern, Treschklingen und Wollenberg.
  - Zu Bad Rappenau das Dorf Zimmerhof, die Weiler Kohlhof und Maierhof sowie die Wohnplätze Bartsmühle, Kugelmühle und Sommersmühle. Zu Babstadt die Höfe Oberbiegelhof und Unterbiegelhof.
  - Zu Bonfeld die Höfe Eichhäuser Hof, Obere Mühle und Untere Mühle.
  - Zu Heinsheim der Wohnplatz Ehrenberg.
  - Zu Obergimpern die Höfe Eulenberg(er)hof und Wagenbach sowie die Wohnplätze Obere Mühle und Portland-Zementwerk.
  - Zu Wollenberg der Wohnplatz Neumühle.
  - Abgegangene, heute nicht mehr bestehende Orte: Speßhart und Straßbach[2] auf Markung Rappenau, Eichhausen auf Markung Bonfeld, Hurenfurt auf Markung Fürfeld[3] und Battenhausen auf Markung Grombach.
- Bad Wimpfen mit den Stadtteilen Wimpfen am Berg und Wimpfen im Tal, dem Dorf Hohenstadt, den Höfen Allmend-Siedlung, Erbach und Höhe-Siedlung sowie dem Wohnplatz Fleckinger Mühle.
- Beilstein mit den Stadtteilen Beilstein, Hohenbeilstein und Schmidhausen.
  - Zu Beilstein die Weiler Etzlenswenden, Farnersberg, Söhlbach und Stocksberg, der Hof Obere Ölmühle und die Wohnplätze Steinberg und Untere Ölmühle.
  - Zu Schmidhausen die Weiler Billensbach, Gagernberg, Jettenbach, Kaisersbach, Klingen und Maad, die Wohnplätze Am Mühlberg und Neumühle und der abgegangene Ort Herlenweiler.
- Brackenheim mit den Stadtteilen Botenheim, Brackenheim, Dürrenzimmern, Haberschlacht, Hausen an der Zaber, Meimsheim, Neipperg und Stockheim.
  - Zu Brackenheim die Wohnplätze Burgermühle und St.-Johannis-Mühle.
  - Zu Meimsheim die Wohnplätze Bellevue, Obere Schellenmühle und Untere Schellenmühle.
  - Zu Neipperg Schloss und Hof Neipperg.
  - Zu Stockheim Schloss und Hof Stocksberg.
  - Abgegangene, nicht mehr bestehende Orte: Hengstmühle auf Markung Botenheim, Jägerhaus, Schleifmühle und Stärkefabrik auf Markung Meimsheim.
- Cleebronn mit Cleebronn, dem Weiler Treffentrill, dem Hof Katharinenplaisir, Schloss und Hof Magenheim und den Wohnplätzen Michaelsberg und Neumagenheim. Abgegangene, nicht mehr bestehende Orte: Balzhof, Nieder-Ramsbach, Ruhenklingen und Tripstrill bzw. Treffentrill (Vorgängerort des heutigen gleichnamigen Weilers).
- Eberstadt mit den Ortsteilen Eberstadt und Hölzern.
  - Zu Eberstadt die Weiler Buchhorn, Klingenhof und Lennach.
  - Abgegangene, heute nicht mehr bestehende Orte auf Markung Eberstadt: Eberfirst und Pfitzhof.
- Ellhofen mit Ellhofen. Abgegangene, heute nicht mehr bestehende Orte: Burkhardswiesen (vielleicht auch zu Weinsberg).
- Eppingen mit den Stadtteilen Adelshofen, Elsenz, Eppingen, Kleingartach, Mühlbach, Richen und Rohrbach.
  - Zu Eppingen die Höfe Raußmühle und Rosalienhof, die Wohnplätze Odenberg-Wolfmüller und Ottilienberg.
  - Zu Adelshofen der Hof Dammhof und der Wohnplatz Adelshofen (Mühle).
  - Zu Kleingartach der Hof Kirschenhof und die Ortsteile Eichbühlhöfe, Hemmichhof und Rosbachhof.
  - Abgegangene, heute nicht mehr bestehende Orte: Berenbach auf Markung Elsenz, Luneburg auf Markung Kleingartach.
- Erlenbach mit den Ortsteilen Binswangen und Erlenbach.
- Flein mit Flein.
- Gemmingen mit den Ortsteilen Gemmingen und Stebbach.
  - Zu Gemmingen der Wohnplatz Eichmühle.
  - Zu Stebbach Schloss und Hof Schomberg, Hof und Wohnplatz (ehemalige Burg) Streichenberg sowie der Wohnplatz Stebbach (Bahnstation).
  - Abgegangene, nicht mehr bestehende Orte: Zimmern auf Gemarkung Stebbach.
- Güglingen mit den Stadtteilen Eibensbach, Frauenzimmern und Güglingen.
  - Zu Güglingen die Höfe Sägmühle und Sophienhof.
  - Abgegangene, heute nicht mehr bestehende Orte: Heugelinsmühle auf Gemarkung Güglingen, Burgruine Blankenhorn auf Gemarkung Eibensbach.
- Gundelsheim mit den Stadtteilen Bachenau, Gundelsheim, Höchstberg, Obergriesheim und Tiefenbach.
  - Zu Gundelsheim das Dorf Böttingen, der Weiler Dornbach, die Höfe Böttinger Hof und Hohschön, die Wohnplätze Michaelsberg und Schloss Horneck.
  - Zu Höchstberg der Hof (früher Weiler) Bernbrunn und der Wohnplatz Bachmühle.
  - Zu Tiefenbach der Wohnplatz Müssigmühle.
  - Abgegangene, heute nicht mehr bestehende Orte: Nußbaum auf dem Ilgenberg auf Gemarkung Höchstberg.
- Hardthausen am Kocher mit den Ortsteilen Gochsen, Kochersteinsfeld und Lampoldshausen.
  - Zu Gochsen der Hof Haaghof und die Wohnplätze Buchsmühle und Sonnenhof.
  - Zu Kochersteinsfeld die Höfe Buchhof und Schweizerhof.
  - Abgegangene, heute nicht mehr bestehende Orte: Treuchtlingen auf Markung Gochsen, Hertrichshausen und Katzbronn auf Markung Kochersteinsfeld, Bistenweiler, Dreßweiler, Hertwigshausen und Tegerenbach auf Markung Lampoldshausen.
- Ilsfeld mit den Ortsteilen Auenstein, Ilsfeld und Schozach.
  - Zu Auenstein die Weiler Abstetterhof und Helfenberg.
  - Zu Ilsfeld der Weiler Wüstenhausen und die Wohnplätze Landturm und Untere Mühle sowie der Ortsteil Engelsberghöfe.
  - Abgegangene, nicht mehr bestehende Orte: Beuren, Bustatt, Gendach, Froßbach und Seetham auf Markung Ilsfeld, Finkenbach (in Helfenberg aufgegangen) und Kapfenhardt auf Markung Auenstein.[4]
- Ittlingen mit Ittlingen.
- Jagsthausen mit den Ortsteilen Jagsthausen und Olnhausen.
  - Zu Jagsthausen die Weiler Äußerer Pfitzhof, Mittlerer Pfitzhof, Pfitzhof und Unterer Pfitzhof sowie die Höfe Edelmannshof, Leuterstal (Stahlhof) und Stolzenhof.
  - Abgegangene, heute nicht mehr bestehende Orte: Forsthof und Höhfelden auf Markung Jagsthausen, Burkhardsweiler auf Markung Olnhausen.
- Kirchardt mit den Ortsteilen Berwangen, Bockschaft und Kirchardt.
  - Abgegangener, nicht mehr bestehender Ort: Lauterstein auf Markung Kirchardt (teilw. auch zu Massenbachhausen).
- Langenbrettach mit den Ortsteilen Brettach und Langenbeutingen.
  - Zu Langenbeutingen der Weiler Neudeck und der Hof Wiesenhof.
  - Abgegangene, heute nicht mehr bestehende Orte: Odeldingen und Schleifmühle auf Markung Brettach, Betbunt, Hewsterhofen, Rymelauwe, Undernhofen und Waltersfurt auf Markung Langenbeutingen.
- Lauffen am Neckar mit Lauffen am Neckar und den Höfen Landturm. Abgegangene, nicht mehr bestehende Orte: Auen, zu Brücken, Hofstatt, Hohfeld, Jungesheim, Konsten (bzw. Konstheim), Osterhofen, Raitern, Rieder und Talhofen.[5]
- Lehrensteinsfeld mit Lehrensteinsfeld.
- Leingarten mit den Ortsteilen Großgartach und Schluchtern.
  - Zu Schluchtern der Ortsteil Riedhöfe.
- Löwenstein mit den Stadtteilen Löwenstein und Hößlinsülz.
  - Zu Löwenstein die Weiler Altenhau, Hirrweiler, Lichtenstern, Reisach und Rittelhof, die Höfe Beckershof und Breitenauer Hof sowie die Wohnplätze Bachhäusle, Frankenhof, Gerberhäusle, Klostermühle, Mittelmühle, Obermühle, Sanatorium Löwenstein, Seemühle, Stocksberger Jagdhaus, Teusserbad, Weingarthaus und Ziegelhütte.
  - Zu Hößlinsülz das Dorf Hößlinsülz und die Wohnplätze Kirchwiesen[6] und Lindenhof.[7]
  - Abgegangene, heute nicht mehr bestehende Orte: Schlagweiler und Spelach auf Markung Löwenstein.
- Massenbachhausen mit Massenbachhausen und dem Ortsteil Leutersteiner Höfe. Abgegangene, heute nicht mehr bestehende Orte: Harzhofen und Lauterstein (teilw. auch zu Kirchardt).
- Möckmühl mit den Stadtteilen Bittelbronn, Korb, Möckmühl, Ruchsen und Züttlingen.
  - Zu Möckmühl der Weiler Siegelbach, der Hof Brandhölzle und die Wohnplätze Schwärzerhof und Sülzhof.
  - Zu Korb die Weiler Dippach und Hagenbach.
  - Zu Züttlingen der Weiler Ernstein, die Höfe Habichtshöfe, Maisenhälden und Seehof sowie die Wohnplätze Assumstadt und Schloss Domeneck.
  - Abgegangene, heute nicht mehr bestehende Orte: Alte Bürg, Guckemer Hof und Wargesau auf Markung Möckmühl, Ammerlanden, Gießübel, Habichtshof und Burg Erenstein auf Markung Züttlingen.
- Neckarsulm mit den Stadtteilen Amorbach, Dahenfeld, Neckarsulm und Obereisesheim.
  - Abgegangene, heute nicht mehr bestehende Orte: Burg Scheuerberg und Steinach auf Markung Neckarsulm, Kirchenbach auf Markung Dahenfeld, Sigehardeshusen auf Markung Obereisesheim.
- Neckarwestheim mit Neckarwestheim und dem Hof Leuchtmannshof, Schloss und Hof Liebenstein sowie dem Wohnplatz Pfahlhof. Abgegangene, heute nicht mehr bestehende Orte: Geißelhausen, Itzinger Hof und Neckarberg.[4][8]
- Neudenau mit den Stadtteilen Herbolzheim, Neudenau und Siglingen.
  - Zu Neudenau der Wohnplatz St. Gangolfskapelle.
  - Zu Siglingen die Weiler Kreßbach und Reichertshausen.
  - Abgegangene, heute nicht mehr bestehende Orte: Leichtenweiler und Teitingen auf Markung Neudenau, Neuhof und Veherbrunnen auf Markung Siglingen.
- Neuenstadt am Kocher mit den Stadtteilen Bürg, Cleversulzbach, Kochertürn, Neuenstadt am Kocher und Stein am Kocher.
  - Zu Bürg der Wohnplatz Hösselinshof.
  - Zu Kochertürn der Weiler Brambacher Hof.
  - Zu Stein der Weiler Buchhof und der Wohnplatz Lobenbacherhof.
  - Abgegangene, heute nicht mehr bestehende Orte: Helmbund auf Markung Neuenstadt, Harthausen und Osternbach auf Markung Bürg, Eberstal auf Markung Cleversulzbach, Unteres Buch auf Markung Stein.
- Nordheim mit den Ortsteilen Nordhausen und Nordheim. Abgegangene, heute nicht mehr bestehende Orte: Klimmerdingen und Schächerhausen auf Markung Nordheim.
- Obersulm mit den Ortsteilen Affaltrach, Eichelberg, Eschenau, Sülzbach, Weiler und Willsbach.
  - Zu Eichelberg der Hof Friedrichshof.
  - Zu Eschenau der Weiler Wieslensdorf und die Höfe Kriegshölzle und Waldhof.
  - Zu Willsbach der Weiler Neuhaus und der Hof Zeilhof.
  - Abgegangene, heute nicht mehr bestehende Orte: Neidlingen auf Markung Eichelberg, Hanbach auf Markung Willsbach.
- Oedheim mit den Ortsteilen Degmarn und Oedheim.
  - Zu Oedheim der Weiler Falkenstein sowie die Höfe Grollenhof, Lautenbach und Willenbach.
  - Abgegangene, nicht mehr bestehende Orte: Dürrig, Klein-Buch und Willenheim auf Markung Oedheim.[9]
- Offenau mit Offenau und dem Wohnplatz Ziegelhütte.
- Pfaffenhofen mit den Ortsteilen Pfaffenhofen und Weiler an der Zaber.
  - Zu Pfaffenhofen der Weiler Rodbachhof und der Wohnplatz Bogersmühle.
  - Abgegangene, nicht mehr bestehende Orte: Rodenbach auf Markung Pfaffenhofen.
- Roigheim mit Roigheim und den Ortsteilen Hofbrunnen und Mühlbacher Höfe. Abgegangene, heute nicht mehr bestehende Orte: Gorsbach auf Markung Roigheim.
- Schwaigern mit den Stadtteilen Massenbach, Niederhofen, Schwaigern und Stetten am Heuchelberg.
  - Zu Niederhofen die Wohnplätze Fuchsberg und Ottilienhöfe.
  - Zu Schwaigern die Höfe Lachenhöfe, Marienhof und Römerhöfe, die Wohnplätze Obere Mühle und Untere Mühle (Freudenmühle) sowie die Stadtteile Birkenhöfe, Lerchenberghöfe und Waldweghöfe.
  - Zu Stetten die Wohnplätze Bahnhof und Obere Mühle sowie die Ortsteile Dinkelsklingenhöfe, Forchenwaldhöfe, Hornbuschhöfe und Sonnenberghöfe.
  - Abgegangene, heute nicht mehr bestehende Orte: Wilhelmstal auf Markung Massenbach, Rindshof auf Markung Niederhofen, Dissingen, Hochstetten und Waldbruderhaus auf Markung Schwaigern.
- Siegelsbach mit Siegelsbach und den Wohnplätzen Am Wagenbacher Weg links (ehem. Frauenlager), Schnepfenhardter (Siegelsbacher) Mühle und Siedlung.
- Talheim mit Talheim und den Höfen Haigern, Hohrain und Talheimer Hof sowie dem Wohnplatz Rauher Stich.
- Untereisesheim mit Untereisesheim.
- Untergruppenbach mit den Ortsteilen Untergruppenbach und Unterheinriet.
  - Zu Untergruppenbach die Weiler Donnbronn und Obergruppenbach sowie Schloss und Hof Stettenfels.
  - Zu Unterheinriet die Weiler Oberheinriet und Vorhof.
  - Abgegangene, heute nicht mehr bestehende Orte: Besenhausen, Burg Heinriet, Espenweiler, Gerhausen und Schwengelhausen auf Markung Unterheinriet.
- Weinsberg mit den Stadtteilen Gellmersbach, Grantschen, Weinsberg und Wimmental.
  - Zu Weinsberg die Wohnplätze Weißenhof, Rappenhof und Stöcklesberg.
  - Abgegangene, heute nicht mehr bestehende Orte: Bodelshofen, Burkhardswiesen (auch Burchardeswiesen, vielleicht auch zu Ellhofen), Holßhofen, In dem Gründe, Lyndach, Uff dem Wier und Wolfshöfle auf Markung Weinsberg.[10]
- Widdern mit den Stadtteilen Unterkessach und Widdern.
  - Zu Unterkessach der Weiler Volkshausen.
  - Zu Widdern die Höfe Schustershof, Seehaus und Ziegelhütte.
  - Abgegangene, nicht mehr bestehende Orte: Erlach auf Markung Unterkessach.
- Wüstenrot mit den Ortsteilen Finsterrot, Maienfels, Neuhütten, Neulautern und Wüstenrot.
  - Zu Finsterrot die Wohnplätze Berg, Binsenhof[11] und Dörfle.
  - Zu Maienfels die Weiler Berg, Busch, Kreuzle, Oberheimbach, Ochsenhof, Schweizerhof und Walklensweiler sowie die Höfe Blindenmannshäusle und Happbühl.
  - Zu Neuhütten die Weiler Bärenbronn, Kühhof, Lauxenhof und Plapphof sowie der Wohnplatz Jägerhaus im Kreuzle.
  - Zu Neulautern die Weiler Altlautern und Buchenbach sowie der Wohnplatz Lautertal.
  - Zu Wüstenrot die Weiler Bernbach, Greuthof, Hasenhof, Schmellenhof, Spatzenhof, Stangenbach, Stollenhof und Weihenbronn sowie die Wohnplätze Chausseehaus, Hals, Horkenbrück und Lohmühle.
  - Abgegangene, heute nicht mehr bestehende Orte: Neuhütte im Joachimstal auf Markung Wüstenrot.[12]
- Zaberfeld mit den Ortsteilen Leonbronn, Michelbach am Heuchelberg, Ochsenburg und Zaberfeld. Zu Ochsenburg der Weiler Riesenhof. Zu Zaberfeld der Wohnplatz Reisenmühle. Abgegangene, nicht mehr bestehende Orte: Mörderhausen, Muttersbach und Ramsbach auf Markung Zaberfeld.

## Alphabetische Liste
In Fettschrift erscheinen die Orte, die zugleich Hauptort einer gleichnamigen Gemeinde sind, in Kursivschrift Wohnplätze, Höfe, Häuser und Wüstungen. Zusätzliche bestehende kleine Orte nach der Quelle www.leo-bw.de werden dort in aller Regel nicht wie in der Listengrundlage nach Weiler/Siedlung/Wohnplatz usw. differenziert, sondern einheitlich als Wohnplatz klassifiziert, dieser Ortsteiltyp wird hier entsprechend kursiviert übernommen.

### A
- Abstatt
- Abstetterhof zu Ilsfeld
- Adelshofen zu Eppingen
- Adelshofen (Mühle) zu Eppingen
- Affaltrach zu Obersulm
- Allmend-Siedlung zu Bad Wimpfen
- Alte Bürg (Wüstung) zu Möckmühl
- Altenhau zu Löwenstein
- Altlautern zu Wüstenrot
- Am Mühlberg zu Beilstein
- Am Wagenbacher Weg links (ehemal. Frauenlager) zu Siegelsbach
- Ammerlanden (Wüstung) zu Möckmühl
- Amorbach zu Neckarsulm
- Assumstadt zu Möckmühl
- Auen (Wüstung) zu Lauffen am Neckar
- Auenstein zu Ilsfeld
- Äußerer Pfitzhof zu Jagsthausen

### B
- Babstadt zu Bad Rappenau
- Bachenau zu Gundelsheim
- Bachhäusle zu Löwenstein
- Bachmühle zu Gundelsheim
- Bad Rappenau
- Bahnhof (Stetten am Heuchelberg) zu Schwaigern
- Balzhof (Wüstung) zu Cleebronn
- Bärenbronn zu Wüstenrot
- Bartsmühle zu Bad Rappenau
- Battenhausen (Wüstung) zu Bad Rappenau
- Beckershof zu Löwenstein
- Beilstein
- Bellevue zu Brackenheim
- Berenbach (Wüstung) zu Eppingen
- Berg zu Wüstenrot
- Berg zu Wüstenrot
- Bernbach zu Wüstenrot
- Bernbrunn zu Gundelsheim
- Berwangen zu Kirchardt
- Besenhausen (Wüstung) zu Untergruppenbach
- Betbunt (Wüstung) zu Langenbrettach
- Beuren (Wüstung) zu Ilsfeld
- Billensbach zu Beilstein
- Binsenhof zu Wüstenrot[11]
- Binswangen zu Erlenbach
- Birkenhöfe zu Schwaigern
- Bistenweiler (Wüstung) zu Hardthausen am Kocher
- Bittelbronn zu Möckmühl
- Blankenhorn (Burgruine) zu Güglingen
- Blindenmannshäusle zu Wüstenrot
- Bockschaft zu Kirchardt
- Bodelshofen (Wüstung) zu Weinsberg[10]
- Bogersmühle zu Pfaffenhofen
- Bonfeld zu Bad Rappenau
- Botenheim zu Brackenheim
- Böttingen zu Gundelsheim
- Böttinger Hof zu Gundelsheim
- Brackenheim
- Brambacher Hof zu Neuenstadt am Kocher
- Brandhölzle zu Möckmühl
- Breitenauer Hof zu Löwenstein
- Brettach zu Langenbrettach
- zu Brücken (Wüstung) zu Lauffen am Neckar
- Buchenbach zu Wüstenrot
- Buchhof zu Neuenstadt am Kocher
- Buchhof zu Hardthausen am Kocher
- Buchhorn zu Eberstadt
- Buchsmühle zu Hardthausen am Kocher
- Bürg zu Neuenstadt am Kocher
- Burg Scheuerberg (Wüstung) zu Neckarsulm
- Burgermühle zu Brackenheim
- Burkhardsweiler (Wüstung) zu Jagsthausen
- Burkhardswiesen (bzw. Burchardeswiesen, Wüstung) zu Ellhofen oder Weinsberg[10]
- Busch zu Wüstenrot
- Bustatt (Wüstung) zu Ilsfeld

### C
- Chausseehaus zu Wüstenrot
- Cleebronn
- Cleversulzbach zu Neuenstadt am Kocher

### D
- Dahenfeld zu Neckarsulm
- Dammhof zu Eppingen
- Degmarn zu Oedheim
- Dinkelsklingenhöfe zu Schwaigern
- Dippach zu Möckmühl
- Domeneck zu Möckmühl
- Donnbronn zu Untergruppenbach
- Dörfle zu Wüstenrot
- Dornbach zu Gundelsheim
- Dreßweiler (Wüstung) zu Hardthausen am Kocher
- Dürrenzimmern zu Brackenheim
- Dürrig (Wüstung) zu Oedheim[9]
- Duttenberg zu Bad Friedrichshall

### E
- Eberfirst (Wüstung) zu Eberstadt
- Eberstadt
- Eberstal (Wüstung) zu Neuenstadt am Kocher
- Edelmannshof zu Jagsthausen
- Ehrenberg zu Bad Rappenau
- Eibensbach zu Güglingen
- Eichbühlhöfe zu Eppingen
- Eichelberg zu Obersulm
- Eichhausen (Wüstung) zu Bad Rappenau
- Eichhäuser Hof zu Bad Rappenau
- Eichmühle zu Gemmingen
- Ellhofen
- Elsenz zu Eppingen
- Eppingen
- Erbach zu Bad Wimpfen
- Erenstein (Wüstung) zu Möckmühl
- Erlach (Wüstung) zu Widdern
- Erlenbach
- Ernstein zu Möckmühl
- Eschenau zu Obersulm
- Espenweiler (Wüstung) zu Untergruppenbach
- Etzlenswenden zu Beilstein
- Eulenbergerhof zu Bad Rappenau

### F
- Falkenstein zu Oedheim
- Farnersberg zu Beilstein
- Finsterrot zu Wüstenrot
- Fleckinger Mühle zu Bad Wimpfen
- Flein
- Forchenwaldhöfe zu Schwaigern
- Forsthof (Wüstung) zu Jagsthausen
- Frankenhof zu Löwenstein
- Frauenzimmern zu Güglingen
- Friedrichshof zu Obersulm
- Froßbach (Wüstung) zu Ilsfeld
- Fuchsberg zu Schwaigern
- Fürfeld zu Bad Rappenau

### G
- Gagernberg zu Beilstein
- Geißelhausen (Wüstung) zu Neckarwestheim
- Gellmersbach zu Weinsberg
- Gemmingen
- Gendach (Wüstung) zu Ilsfeld
- Gerberhäusle zu Löwenstein
- Gerhausen (Wüstung) zu Untergruppenbach
- Gießübel (Wüstung) zu Möckmühl
- Gochsen zu Hardthausen am Kocher
- Gorsbach (Wüstung) zu Roigheim
- Grantschen zu Weinsberg
- Greuthof zu Wüstenrot
- Grollenhof zu Oedheim
- Grombach zu Bad Rappenau
- Großgartach zu Leingarten
- Guckemer Hof (Wüstung) zu Möckmühl
- Güglingen
- Gundelsheim

### H
- Haaghof zu Hardthausen am Kocher
- Haberschlacht zu Brackenheim
- Habichtshof (Wüstung) zu Möckmühl
- Habichtshöfe zu Möckmühl
- Hagenbach zu Bad Friedrichshall
- Hagenbach zu Möckmühl
- Haigern zu Talheim
- Hals zu Wüstenrot
- Hanbach (Wüstung) zu Obersulm
- Happbühl zu Wüstenrot
- Happenbach zu Abstatt
- Harthausen (Wüstung) zu Neuenstadt am Kocher
- Harzhofen (Wüstung) zu Massenbachhausen
- Hasenhof zu Wüstenrot
- Hasenmühle zu Bad Friedrichshall
- Hausen an der Zaber zu Brackenheim
- Heilbronn
- Heinriet (Wüstung) zu Untergruppenbach
- Heinsheim zu Bad Rappenau
- Helfenberg zu Ilsfeld
- Helmbund (Wüstung) zu Neuenstadt am Kocher
- Hemmichhof zu Eppingen
- Hengstmühle (Wüstung) zu Brackenheim
- Herbolzheim zu Neudenau
- Herlenweiler (Wüstung) zu Beilstein
- Hertrichshausen (Wüstung) zu Hardthausen am Kocher
- Hertwigshausen (Wüstung) zu Neuenstadt am Kocher
- Heuchlingen zu Bad Friedrichshall
- Heugelinsmühle (Wüstung) zu Güglingen
- Hewsterhofen (Wüstung) zu Langenbrettach
- Hirrweiler zu Löwenstein
- Höchstberg zu Gundelsheim
- Hofbrunnen zu Roigheim
- Hofstatt (Wüstung) zu Lauffen am Neckar
- Höhe-Siedlung zu Bad Wimpfen
- Hohenbeilstein zu Beilstein
- Hohenstadt zu Bad Wimpfen
- Hohfeld (Wüstung) zu Lauffen am Neckar
- Höhfelden (Wüstung) zu Jagsthausen
- Hohrain zu Talheim
- Hohschön zu Gundelsheim
- Holßhofen (Wüstung) zu Weinsberg[10]
- Hölzern zu Eberstadt
- Horkenbrück zu Wüstenrot
- Hornbuschhöfe zu Schwaigern
- Hößlinsülz zu Löwenstein
- Hösselinshof zu Neuenstadt am Kocher
- Hurenfurt (Wüstung) zu Bad Rappenau[3]

### I
- Ilsfeld
- In dem Gründe (Wüstung) zu Weinsberg[10]
- Ittlingen
- Itzinger Hof (Wüstung) zu Neckarwestheim

### J
- Jägerhaus (Wüstung) zu Brackenheim
- Jägerhaus im Kreuzle zu Wüstenrot
- Jagstfeld zu Bad Friedrichshall
- Jagsthausen
- Jettenbach zu Beilstein
- Jungesheim (Wüstung) zu Lauffen am Neckar

### K
- Kaisersbach zu Beilstein
- Kapfenhardt (Wüstung) zu Ilsfeld
- Katharinenplaisir zu Cleebronn
- Katzbronn (Wüstung) zu Hardthausen am Kocher
- Kirchardt
- Kirchenbach (Wüstung) zu Neckarsulm
- Kirchwiesen[6] zu Löwenstein
- Kirschenhof zu Eppingen
- Klein-Buch (Wüstung) zu Oedheim[9]
- Kleingartach zu Eppingen
- Klimmerdingen (Wüstung) zu Nordheim
- Klingen zu Beilstein
- Klingenhof zu Eberstadt
- Klostermühle zu Löwenstein
- Kochendorf zu Bad Friedrichshall
- Kochersteinsfeld zu Hardthausen am Kocher
- Kochertürn zu Neuenstadt am Kocher
- Kohlhof zu Bad Rappenau
- Konsten (bzw. Konstheim, Wüstung) zu Lauffen am Neckar
- Korb zu Möckmühl
- Kreßbach zu Neudenau
- Kreuzle zu Wüstenrot
- Kriegshölzle zu Obersulm
- Kugelmühle zu Bad Rappenau
- Kühhof zu Wüstenrot

### L
- Lachenhöfe zu Schwaigern
- Lampoldshausen zu Hardthausen am Kocher
- Landturm zu Ilsfeld
- Landturm zu Lauffen am Neckar
- Langenbeutingen zu Langenbrettach
- Lauffen am Neckar
- Lautenbach zu Oedheim
- Lauterstein (Wüstung) zu Kirchardt und Massenbachhausen
- Lautertal zu Wüstenrot
- Lauxenhof zu Wüstenrot
- Lehrensteinsfeld
- Leichtenweiler (Wüstung) zu Neudenau
- Leingarten
- Lennach zu Eberstadt
- Leonbronn zu Zaberfeld
- Lerchenberghöfe zu Schwaigern
- Leuchtmannshof zu Neckarwestheim
- Leuterstal (Stahlhof) zu Jagsthausen
- Leutersteiner Höfe zu Massenbachhausen
- Lichtenstern zu Löwenstein
- Liebenstein zu Neckarwestheim
- Lindenhof[7] zu Löwenstein
- Lobenbacherhof zu Neuenstadt am Kocher
- Lohmühle zu Wüstenrot
- Löwenstein
- Luizhofen (Wüstung) zu Obersulm
- Luneburg (Wüstung) zu Eppingen
- Lyndach (Wüstung) zu Weinsberg[10]

### M
- Maad zu Beilstein
- Magenheim zu Cleebronn
- Maienfels zu Wüstenrot
- Maierhof zu Bad Rappenau
- Maisenhälden zu Möckmühl
- Marienhof zu Schwaigern
- Massenbach zu Schwaigern
- Massenbachhausen
- Meimsheim zu Brackenheim
- Michaelsberg zu Cleebronn
- Michaelsberg zu Gundelsheim
- Michelbach am Heuchelberg zu Zaberfeld
- Mittelmühle zu Löwenstein
- Mittlerer Pfitzhof zu Jagsthausen
- Möckmühl
- Mörderhausen (Wüstung) zu Zaberfeld
- Mühlbach zu Eppingen
- Mühlbacher Höfe zu Roigheim
- Müssigmühle zu Gundelsheim
- Muttersbach (Wüstung) zu Zaberfeld

### N
- Neckarberg (Wüstung) zu Neckarwestheim
- Neckarsulm
- Neckarwestheim
- Neipperg zu Brackenheim
- Neipperg (Schloss und Hof) zu Brackenheim
- Neudeck zu Langenbrettach
- Neudenau
- Neuenstadt am Kocher
- Neuhaus zu Obersulm
- Neuhof (Wüstung) zu Neudenau
- Neuhütte im Joachimstal (Wüstung) zu Wüstenrot
- Neuhütten zu Wüstenrot
- Neulautern zu Wüstenrot
- Neumagenheim zu Cleebronn
- Neumühle zu Bad Rappenau
- Neumühle zu Beilstein
- Neidlingen (Wüstung) zu Obersulm
- Niederhofen zu Schwaigern
- Nieder-Ramsbach (Wüstung) zu Cleebronn
- Nordhausen zu Nordheim
- Nordheim
- Nußbaum auf dem Ilgenberg (Wüstung) zu Gundelsheim

### O
- Oberbiegelhof zu Bad Rappenau
- Obere Mühle (Bonfeld) zu Bad Rappenau
- Obere Mühle (Obergimpern) zu Bad Rappenau
- Obere Mühle (Schwaigern) zu Schwaigern
- Obere Mühle (Stetten am Heuchelberg) zu Schwaigern
- Obere Ölmühle zu Beilstein
- Obere Schellenmühle zu Brackenheim
- Obereisesheim zu Neckarsulm
- Obergimpern zu Bad Rappenau
- Obergriesheim zu Gundelsheim
- Obergruppenbach zu Untergruppenbach
- Oberheimbach zu Wüstenrot
- Oberheinriet zu Untergruppenbach
- Obermühle zu Löwenstein
- Ochsenburg zu Zaberfeld
- Ochsenhof zu Wüstenrot
- Odeldingen (Wüstung) zu Langenbrettach
- Odenberg-Wolfmüller zu Eppingen
- Oedheim
- Offenau
- Olnhausen zu Jagsthausen
- Osterhofen (Wüstung) zu Lauffen am Neckar
- Osternbach (Wüstung) zu Neuenstadt am Kocher
- Ottilienberg zu Eppingen
- Ottilienhöfe zu Schwaigern

### P
- Pfaffenhofen
- Pfahlhof zu Neckarwestheim
- Pfitzhof (Wüstung) zu Eberstadt
- Pfitzhof zu Jagsthausen
- Plapphof zu Wüstenrot
- Plattenwald zu Bad Friedrichshall
- Portland-Zementwerk zu Bad Rappenau

### R
- Raitern (Wüstung) zu Lauffen am Neckar
- Ramsbach (Wüstung) zu Zaberfeld
- Rappenhof zu Weinsberg
- Rauher Stich zu Talheim
- Raußmühle zu Eppingen
- Reichertshausen zu Neudenau
- Reisach zu Löwenstein
- Reisenmühle zu Zaberfeld
- Richen zu Eppingen
- Rieder (Wüstung) zu Lauffen am Neckar
- Riedhöfe zu Leingarten
- Riedweg zu Bad Friedrichshall
- Riesenhof zu Zaberfeld
- Rindshof (Wüstung) zu Schwaigern
- Rittelhof zu Löwenstein
- Rodbachhof zu Pfaffenhofen
- Rodenbach (Wüstung) zu Pfaffenhofen
- Rohrbach am Gießhübel zu Eppingen
- Roigheim
- Römerhöfe zu Schwaigern
- Rosalienhof zu Eppingen
- Rosbachhof zu Eppingen
- Ruchsen zu Möckmühl
- Ruhenklingen zu Cleebronn
- Rymelauwe (Wüstung) zu Langenbrettach

### S
- Sägmühle zu Güglingen
- Sanatorium Löwenstein zu Löwenstein
- Schächerhausen (Wüstung) zu Nordheim
- Schlagweiler (Wüstung) zu Löwenstein
- Schleifmühle (Wüstung) zu Brackenheim
- Schleifmühle (Wüstung) zu Langenbrettach
- Schloss Horneck zu Gundelsheim
- Schluchtern zu Leingarten
- Schmellenhof zu Wüstenrot
- Schmidhausen zu Beilstein
- Schnepfenhardter (Siegelsbacher) Mühle zu Siegelsbach
- Schomberg zu Gemmingen
- Schozach zu Ilsfeld
- Schustershof zu Widdern
- Schwärzerhof zu Möckmühl
- Schwaigern
- Schweizerhof zu Hardthausen am Kocher
- Schweizerhof zu Wüstenrot
- Schwengelhausen (Wüstung) zu Untergruppenbach
- Seehaus zu Widdern
- Seehof zu Möckmühl
- Seemühle zu Löwenstein
- Seetham (Wüstung) zu Ilsfeld
- Siedlung zu Siegelsbach
- Siegelbach zu Möckmühl
- Siegelsbach
- Sigehardeshusen (Wüstung) zu Neckarsulm
- Siglingen zu Neudenau
- Söhlbach zu Beilstein
- Sommersmühle zu Bad Rappenau
- Sonnenberghöfe zu Schwaigern
- Sonnenhof zu Hardthausen am Kocher
- Sophienhof zu Güglingen
- Spatzenhof zu Wüstenrot
- Speßhart (Wüstung) zu Bad Rappenau[2]
- Spelach (Wüstung) zu Löwenstein
- Stangenbach zu Wüstenrot
- Stärkefabrik (Wüstung) zu Brackenheim
- Stebbach zu Gemmingen
- Stein am Kocher zu Neuenstadt am Kocher
- Steinach (Wüstung) zu Neckarsulm
- Steinberg zu Beilstein
- Stetten am Heuchelberg zu Schwaigern
- Stettenfels zu Untergruppenbach
- St. Gangolfskapelle zu Neudenau
- St.-Johannis-Mühle zu Brackenheim
- Stockheim zu Brackenheim
- Stöcklesberg zu Weinsberg
- Stocksberg zu Beilstein
- Stocksberg zu Brackenheim
- Stocksberg (Stocksberger Jagdhaus) zu Löwenstein
- Stollenhof zu Wüstenrot
- Stolzenhof zu Jagsthausen
- Straßbach (Wüstung) zu Bad Rappenau[2]
- Streichenberg zu Gemmingen
- Sülzbach zu Obersulm
- Sülzhof zu Möckmühl

### T
- Talheim
- Talheimer Hof zu Talheim
- Talhofen (Wüstung) zu Lauffen am Neckar
- Tegerenbach (Wüstung) zu Hardthausen am Kocher
- Teitingen (Wüstung) zu Neudenau
- Teusserbad zu Löwenstein
- Tiefenbach zu Gundelsheim
- Treffentrill zu Cleebronn
- Treschklingen zu Bad Rappenau
- Treuchtlingen (Wüstung) zu Hardthausen am Kocher

### U
- Uff dem Wier (Wüstung) zu Weinsberg[10]
- Undernhofen (Wüstung) zu Langenbrettach
- Unterbiegelhof zu Bad Rappenau
- Untere Mühle zu Bad Rappenau
- Untere Mühle zu Ilsfeld
- Untere Mühle (Freudenmühle) zu Schwaigern
- Untere Ölmühle zu Beilstein
- Untere Schellenmühle zu Brackenheim
- Untereisesheim
- Unterer Pfitzhof zu Jagsthausen
- Unteres Buch (Wüstung) zu Neuenstadt am Kocher
- Untergriesheim zu Bad Friedrichshall
- Untergruppenbach
- Unterheinriet zu Untergruppenbach
- Unterkessach zu Widdern

### V
- Veherbrunnen (Wüstung) zu Neudenau
- Vohenlohe zu Abstatt
- Volkshausen zu Widdern
- Vorhof zu Untergruppenbach

### W
- Wagenbach zu Bad Rappenau
- Waldau zu Bad Friedrichshall
- Waldbruderhaus (Wüstung) zu Schwaigern
- Waldhof zu Obersulm
- Waldweghöfe zu Schwaigern
- Walklensweiler zu Wüstenrot
- Waltersfurt (Wüstung) zu Langenbrettach
- Wanne-Siedlung zu Bad Wimpfen
- Wargesau (Wüstung) zu Möckmühl
- Weihenbronn zu Wüstenrot
- Weiler an der Zaber zu Pfaffenhofen
- Weiler (bei Weinsberg) zu Obersulm
- Weingarthaus zu Löwenstein
- Weinsberg
- Weißenhof zu Weinsberg
- Widdern
- Wiesenhof zu Langenbrettach
- Wieslensdorf zu Obersulm
- Wildeck zu Abstatt
- Wilhelmstal (Wüstung) zu Schwaigern
- Willenbach zu Oedheim
- Willenheim (Wüstung) zu Oedheim[9]
- Willsbach zu Obersulm
- Wimmental zu Weinsberg
- Wimpfen am Berg zu Bad Wimpfen
- Wimpfen im Tal zu Bad Wimpfen
- Wolfshöfle (Wüstung) zu Weinsberg
- Wollenberg zu Bad Rappenau
- Wüstenhausen zu Ilsfeld
- Wüstenrot

### Z
- Zaberfeld
- Zeilhof zu Obersulm
- Ziegelhütte zu Löwenstein
- Ziegelhütte zu Offenau
- Ziegelhütte zu Widdern
- Zimmerhof zu Bad Rappenau
- Zimmern (Wüstung) zu Gemmingen
- Züttlingen zu Möckmühl